# 리두성
리두성(생년 미상 ~ )은 조선민주주의인민공화국의 군인 겸 정치인이다. 조선로동당 중앙위원회 위원이다.

## 경력
조선 인민군 중장으로 2018년 군 총정치국 선전부국장에 임명되었다. 2018년 4월 조선로동당 제7기 제3차 전원회의에서 당 중앙위 위원으로 선출되었다.

## 기타
2018년 김영춘 사망 당시에 국가장의위원회 위원을 맡았다.